# Васильєв Михайло Васильович
Михайло Васильєв (1871 — ?) — Російський військовий діяч, полковник. Герой Першої світової війни, учасник Китайської війни, Російсько-японської війни, Громадянської війни в Росії.

## Біографія
У службу вступив у 1890 році після закінчення Петровського Полтавського кадетського корпусу. У 1891 році після закінчення Костянтинівського військового училища за I розрядом був проведений у підпоручики і випущений до 15-ї артилерійської бригади.
У 1895 році здійснений у поручики, в 1898 році в штабс-капітани . З 1900 по 1901 роки учасник китайської війни. У 1902 році був проведений у капітани. З 1904 року учасник Російсько-японської війни, за бойові відзнаки був нагороджений орденами Святої Анни 2-го, 3-го ступеня з мечами та 4-го ступеня «За хоробрість» та Святого Станіслава 2-го ступеня з мечами.
У 1911 році був проведений у підполковники з призначенням командиром 6-ї батареї 34-ї артилерійської бригади. З 1914 року учасник Першої світової війни на чолі своєї батареї. У 1915 році здійснений у полковники. Найвищим наказом від 24 лютого 1915 року за хоробрість нагороджений Георгіївською зброєю:
|  | За то, что в бою 26-го августа 1914 года у деревни Стронка смелым выездом вперед с батареей, огнем своим дал возможность нашей отступавшей пехоте повернуть назад и снова занять свои окопы |

З 1916 командир 2-го дивізіону 34-ї артилерійської бригади. З 1917 командир легкого артилерійського дивізіону. Після Жовтневого перевороту з 1918 року в армії Української держави — помічник командира 15-ї легкої артилерійської бригади.

## Нагороди
- Орден Святої Анни 3-го ступеня з мечами та бантом (ВП 1904)
- Орден Святого Станіслава 2-го ступеня з мечами (ВП 1904)
- Орден Святої Анни 4-го ступеня «За хоробрість» (ВП 1905)
- Орден Святої Анни 2-го ступеня з мечами (ВП 1905)
- Орден Святого Володимира 4-го ступеня з мечами та бантом (ВП 03.02.1914; ВП 18.01.1915)
- Георгіївська зброя (ВП 24.02.1915)
- Найвище благовоління (ВП 19.12.1915; ВП 07.10.1916)
- Орден Святого Володимира 3-го ступеня з мечами (ВП 04.06.1916)